# Тиопурины

Тиогуанин

Меркаптопурин

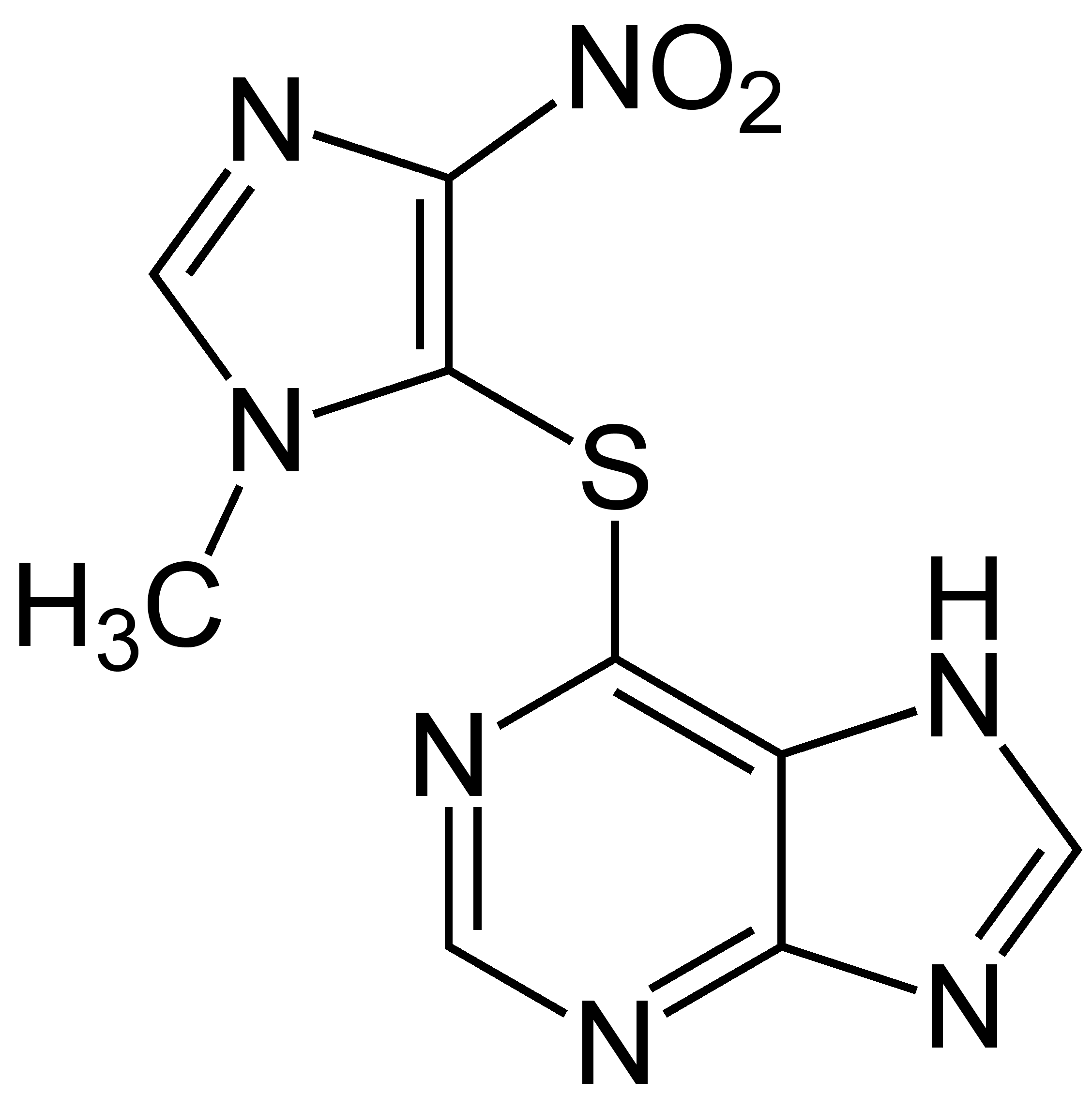
Азатиоприн

Тиопурины — препараты типа пуриновых антиметаболитов широко используемых в лечении острого лимфобластного лейкоза, аутоиммунных заболеваний (например, болезни Крона и ревматоидного артрита) и для подавления отторжения органов после трансплантации.
Препараты метаболизируется ферментом S-метилтрансферазой.